# 布里地区叙西
布里地区叙西（法語：Sucy-en-Brie，法語發音：[sysi ɑ̃ bʁi] ⓘ），或纯音译作叙西昂布里，是法国法兰西岛大区马恩河谷省的一个市镇，位于该省东部，属于克雷泰伊区。

## 地理
布里地区叙西（48°46'11"N, 2°31'22"E）面积10.43 平方千米，位于法国法蘭西島大區马恩河谷省，该省份为法国北部内陆省份，毗邻巴黎。
与布里地区叙西接壤的市镇（或旧市镇、城区）包括：马恩河畔奥尔梅松、圣莫代福塞、布瓦西圣莱热、马恩河畔博讷伊、马恩河畔谢讷维耶尔、布里地区马罗勒、努瓦索、布里地区拉克、桑特尼。

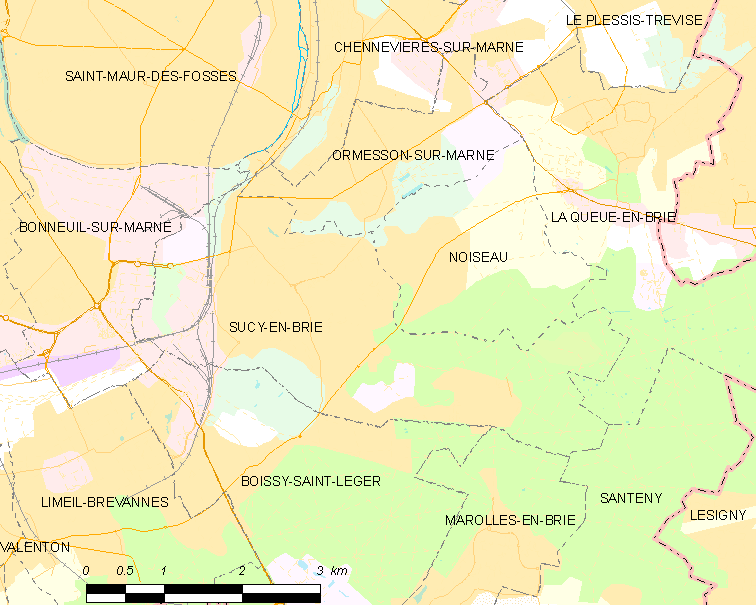
布里地区叙西的OSM定位图

布里地区叙西的时区为UTC+01:00、UTC+02:00（夏令时）。

## 行政
布里地区叙西的邮政编码为94370，INSEE市镇编码为94071。

## 政治
布里地区叙西所属的省级选区为圣莫代福塞第二县。

## 人口

1962-2008年间布里地区叙西人口变化图示

布里地区叙西于2022年1月1日时的人口数量为27593人。